# Amado Guevara
Amado Guevara (Tegucigalpa, 2 de maio de 1976) é um ex-futebolista e treinador de futebol profissional hondurenho que atuou como meia-atacante.

## Carreira
Guevara se destacou no futebol norte-americano e hondurenho, jogando pelos principais clubes de Honduras (Olimpia - nas categorias de base -, Motagua e Marathón), além de atuar no futebol mexicano (Toros Neza e Zacatepec) e espanhol (Real Valladolid). Encerrou sua carreira de jogador em 2015, aos 39 anos.
Em julho de 2018, foi anunciado como novo técnico da Seleção de Porto Rico, substituindo o espanhol Carlos García Cantarero. Paralelamente à seleção principal, exerce o comando técnico da equipe Sub-20.

## Seleção nacional
Guevara detém o recorde histórico de maior número de partidas pela seleção hondurenha com 138 jogos e 27 gols. Começou a ser convocado em 1994 no torneio Miami Cup. No geral participou de 5 edições da Copa Centroamericana e 3 edições da Copa Ouro da Concacaf. Ele representou os Catrachos na Copa de 2010, que também foi a última competição internacional que disputou.
O auge de El Lobo pela Seleção Hondurenha foi em 2001, quando o país foi convidado para substituir a Argentina, que desistiu de participar da Copa América realizada na Colômbia, alegando falta de segurança. Aos 25 anos, liderou a equipe que ficou em terceiro lugar na competição, depois de eliminar o Brasil nas quartas-de-final com 2 gols de Saúl Martínez  e vencer o Uruguai nos pênaltis.

## Títulos
Motagua
- Copa Interclubes da UNCAF: 2007
- Liga Nacional de Fútbol de Honduras: 1997/1998 (Apertura), 1997/1998 (Clausura), 1999/2000 (Apertura), 1999/2000 (Clausura), 2010/2011 (Clausura)
- Supercopa de Honduras :  1997-98

New York Red Bulls
- Atlantic Cup: 2003
- La Manga Cup: 2004

Toronto FC
- Campeonato Canadense: 2009

### Internacional
Honduras
- Copa Centroamericana 1995

### Prêmios individuais
- Major League Soccer MVP: 2004
- Campeão de pontuação MLS : 2004
- MLS Best XI: 2004
- Jogo All-Star MLS MVP : 2004
- Copa América MVP: 2001

### Campanhas de destaque
Seleção Hondurenha
- Copa América de 2001: 3º Lugar